# Bruhnskoppel (Malente)

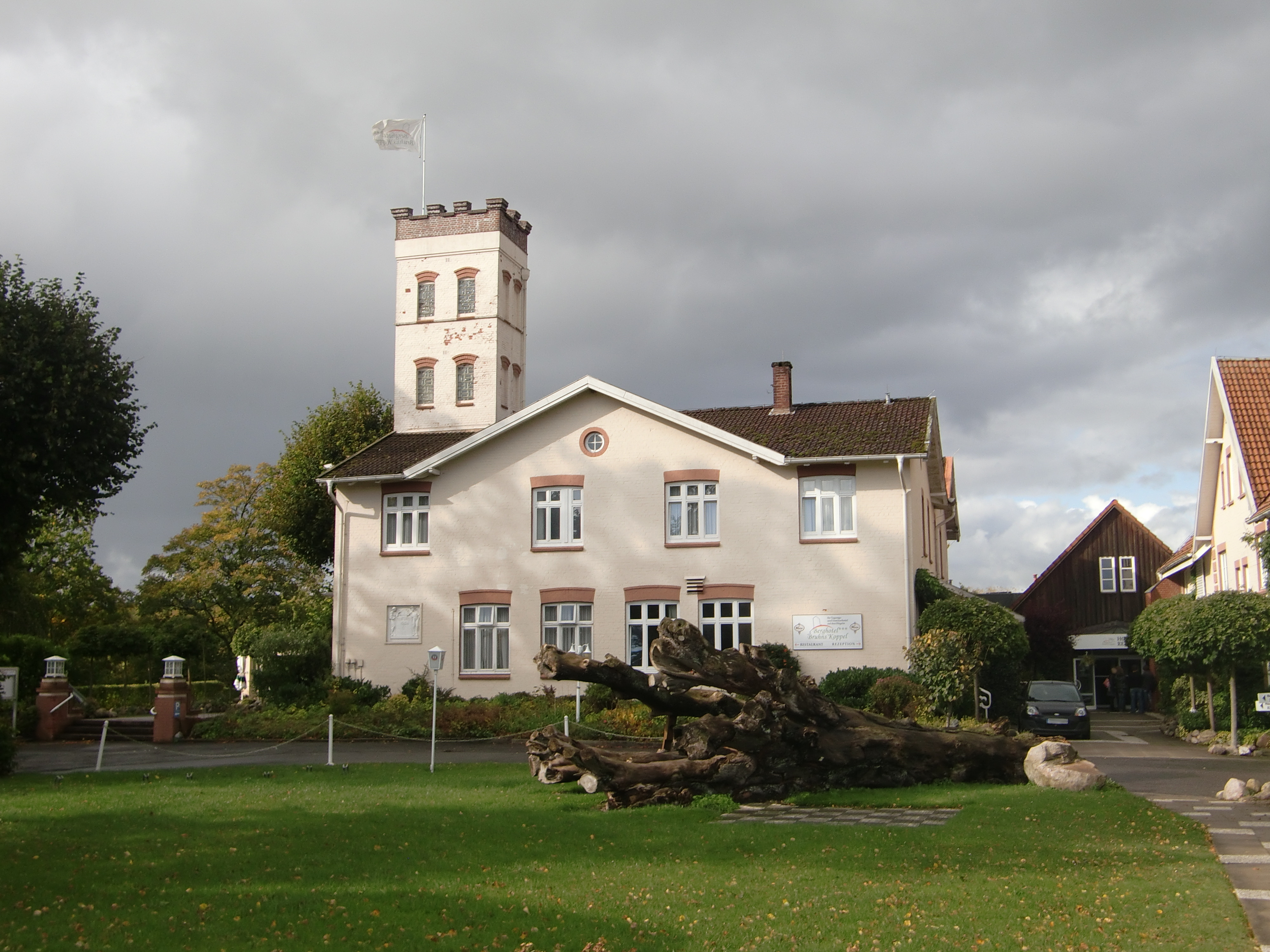
Ehemaliges Berghotel Bruhnskoppel

Bruhnskoppel ist ein Wohnplatz auf dem Gebiet der Gemeinde Malente im Kreis Ostholstein und liegt am nördlichen Ufer des Krummsees. Die Ansiedlung liegt in der Gemarkung Krummsee im Naturpark Holsteinische Schweiz.

## Geschichte und Kultur
Kulturelle Bedeutung hatte das Hotel Bruhnskoppel, das auf einer 74 Meter hohen eiszeitlichen Erhebung, der Malkwitzer Höhe, steht. Dort wurden in einer Freilichtbühne die Immenhof-Festspiele veranstaltet, die sich auf die Immenhof-Filme der 1950er bis 1970er Jahre beziehen. Das Hotel verfügt über einen 21 Meter hohen Aussichtsturm aus dem Jahre 1902. Zuvor befand sich an ebendieser Stelle eine 1870 vom Maler Johann Grebien errichtete und später durch einen Sturm zerstörte Gaststätte.
Der Hotelbetrieb wurde 2010 eingestellt, seitdem liegt das Gelände brach. Die Gebäude wurden abgewrackt, Bauteile und wertvolles Interieur versteigert. Der komplette Abriss zu Gunsten eines Neubaus ist geplant.
Namensgebend für den Wohnplatz Bruhnskoppel ist Hufner Bruhns, ein ehemaliger Eigner des Geländes. Der Lyriker und Schriftsteller Klaus Groth verfasste hier im Juli 1876 eines seiner Gedichte.

## Schienenverkehr
Bruhnskoppel war bis 1976 mit einem Haltepunkt für den Personenverkehr an die Bahnstrecke Malente-Gremsmühlen–Lütjenburg angebunden. Ursprünglich gab es auch eine Güterabfertigung, die in einem Bahnhofsgebäude, gebaut aus gelbem Klinker, untergebracht war. Es enthielt außerdem einen Schrankenwärterposten, eine Fahrkartenausgabe und einen Warteraum.